# De Levendes Land
"De levendes Land" er en dansk salme af N.F.S. Grundtvig, skrevet i februar 1824, men først udgivet posthumt af Grundtvigs søn, Svend, i Poetiske Skrifter, bind 5 i 1883. Den er i nyere udgaver af Den Danske Salmebog opført som "O kristelighed", og i Den Danske Salmebog 2003 er hele salmen tillige med under førstelinjen "Jeg kender et land".
"De Levendes Land" er skrevet som et opgør med Thomas Kingos salme fra 1681 "Dend XI. Sang. Keed af Verden, og kier ad Himmelen" (også kendt som "Far, verden, far vel"), som den deler struktur og versemål med. Kingos salme beskriver Himmelen med længsel, idet denne verden er et koldt sted at være. I modsætning hertil er det Grundtvigs holdning, som han beskriver i sin salme, især fra strofe syv og frem, at Himmeriget findes på Jorden. Det daglige liv er i sig selv er en del af at være i Himmelen. "De Levendes Land" er derfor lys i sit udtryk og lægger vægt på kærligheden som en gennemgående kraft; kærligheden i Grundtvigs opfattelse er først og fremmest Guds kærlighed.
I salmens første tre strofer priser Grundtvig paradiset, som børn kunne drømme om det, i de tre næste omtaler han det paradis, som mange voksne mennesker forgæves forsøger at finde på Jorden, mens de sidste syv strofer priser livet på Jorden. I strofe ni til elleve tager han udgangspunkt i Paulus' Første Brev til Korintherne med dens omtale af tro, håb og kærlighed ("Men størst af dem er kærligheden"), og i strofe elleve og tolv glædes han over Guds rige, som er til stede på Jorden. Endelig forkynder Grundtvig i sidste strofe, at livet findes både i Himmelen og på Jorden.
Salmen består af tretten strofer på hver seks vers med rimmønsteret A-A-B-B-C-C. I Salmebogen er de syv af stroferne med i "O kristelighed", mens den står næsten uændret i "Jeg kender et land" bortset fra titellinjen. Der findes en anden udgave med 16 strofer.
L.M. Lindeman skrev i 1862 melodi til "De Levendes Land" og "Far, verden, far vel".
"De Levendes Land" indgår i lyrikantologien af tolv digte i Kulturkanonen fra 2006.